# Confederación de Trabajadores de México

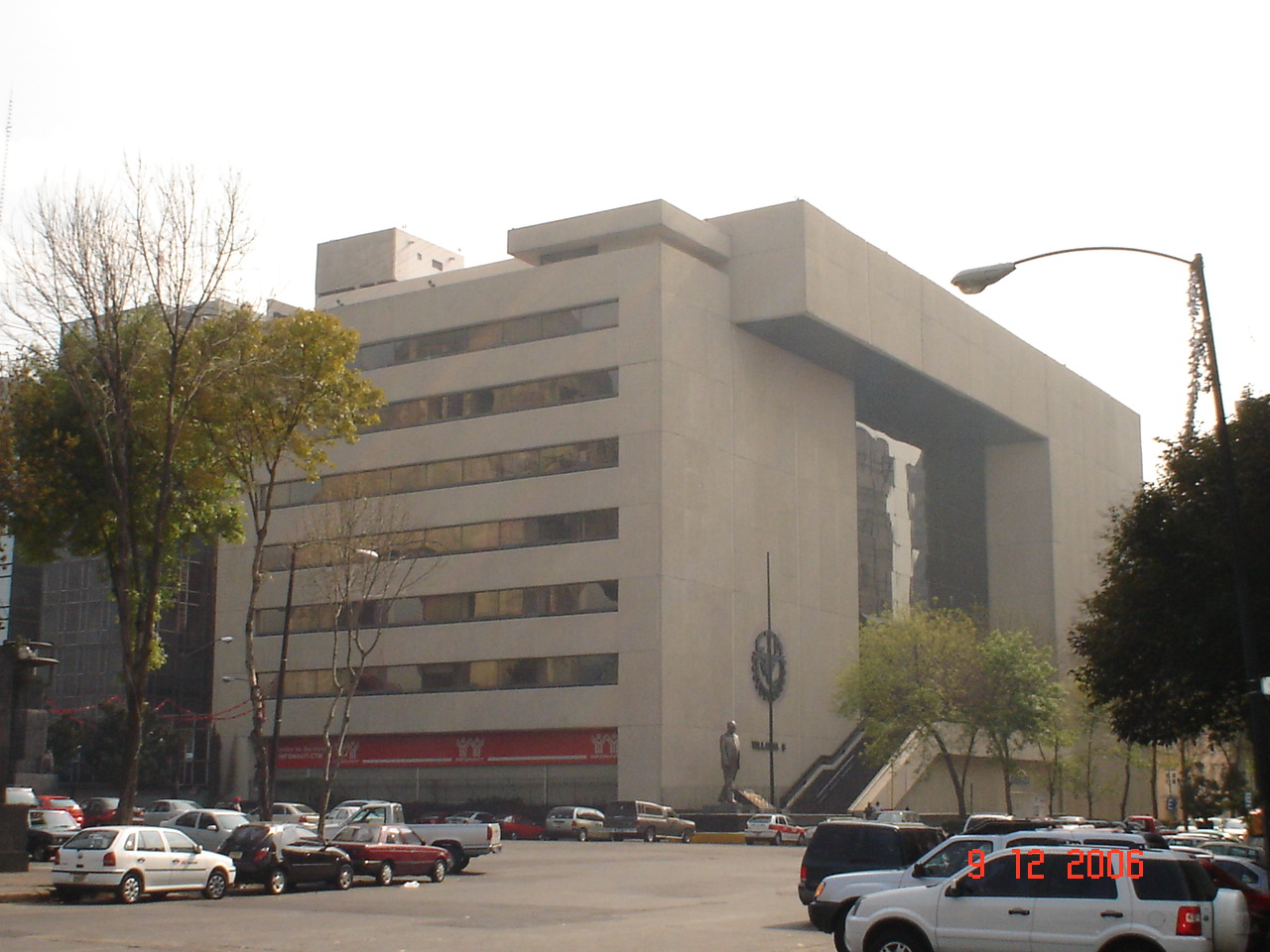
Oficinas Centrales de la Confederación de Trabajadores de México.

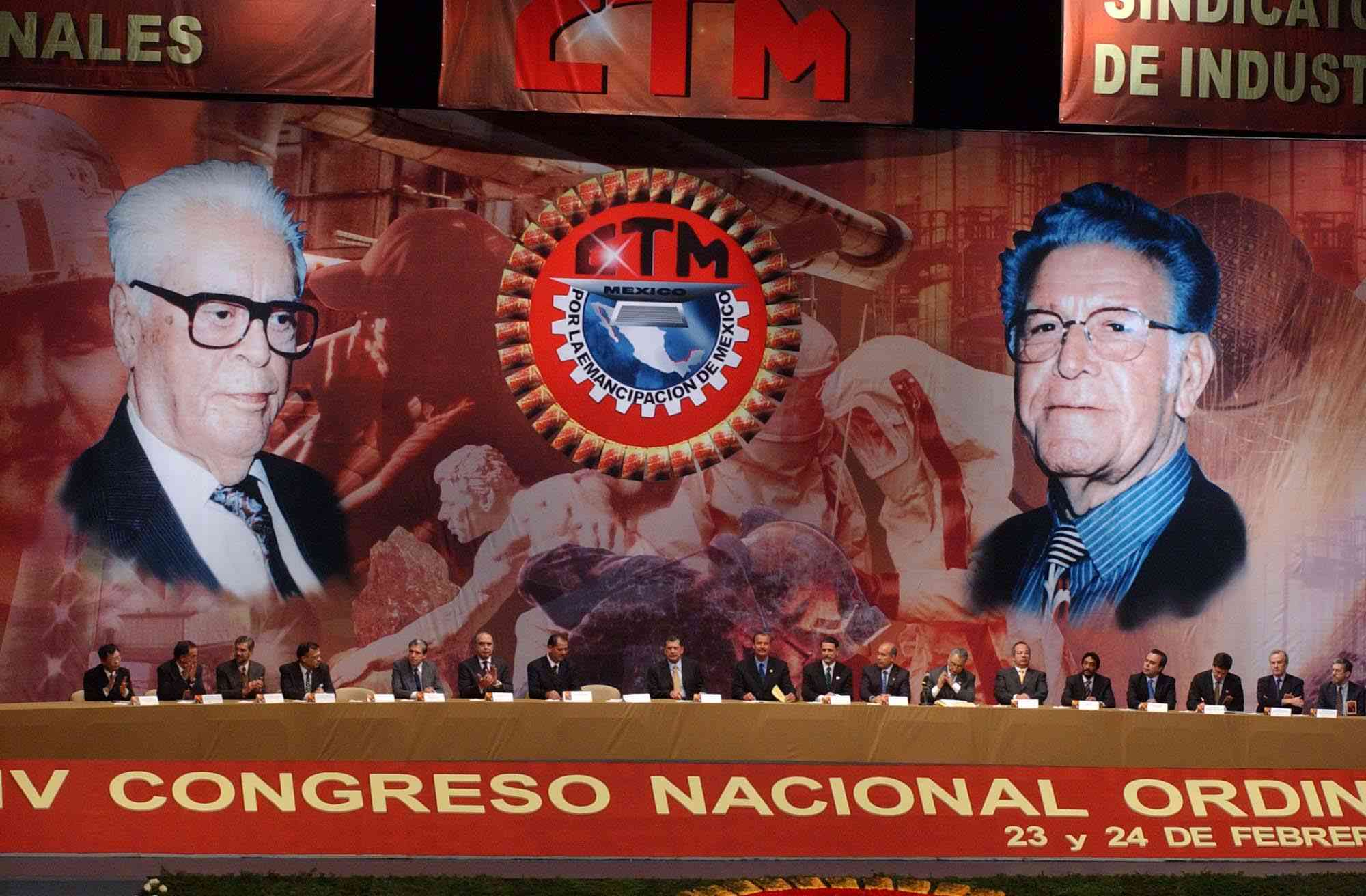
Fundadores de la CTM.

La Confederación de Trabajadores de México (CTM) es una central sindical obrera fundada el 24 de febrero de 1936, durante el gobierno del presidente Lázaro Cárdenas. Vicente Lombardo Toledano fue designado como el primer Secretario General en la historia de esta Confederación. Desde 2016 es dirigida por el exsenador Carlos Aceves del Olmo en sustitución de Joaquín Gamboa Pascoe quien falleció en el cargo.

## Historia

### Antecedentes
Tiene como antecedente a la Confederación Regional Obrera Mexicana (CROM), en la cual los fundadores de CTM, estuvieron integrados por espacio de cinco años de 1924 a 1929, año en el que decidieron retirarse para conformar una nueva central. Se constituye en primer término la Federación Sindical de Trabajadores del Distrito Federal. Suscriben en 1929 un manifiesto Por qué nos separamos de la CROM, entre otros el propio Fidel Velázquez y Jesús Yurén (quien fuera Secretario General de la Federación de Trabajadores del Distrito Federal hasta su muerte) quienes formaban parte de un grupo de dirigentes de sindicatos, Fernando Amilpa (quien en un periodo fuera Secretario General de la CTM) con dos compañeros más conocidos como los cinco lobillos quienes con el ideólogo Vicente Lombardo Toledano, crearon la central obrera que agremió a trabajadores de todas las ramas de la industria, y más tarde de servicios, en todo el país. 
Las ideologías de Vicente Lombardo Toledano de tinte marxistas, en el contexto internacional de la Guerra Fría y de la conformación de partidos comunistas en el contexto nacional, resultó en polémica opinión pública. El mismo Octavio Nicolás Fernández Vilchis, pionero del trotskismo en México expresa que la manera en la que se dio la fundación no fue la ideal. Esto, debido a que fue a costa de sindicatos, como el de Juan R. de la Cruz, que fue creado el Comité de Defensa Proletaria, consigna trotskista que Lombardo convertiría en la Confederación de Trabajadores de México.

### Fundación
«A las trece horas del día veinticuatro de febrero de mil novecientos treinta y seis, el Congreso Constituyente de la Central única de Trabajadores de México declara creada y establecida la única central de trabajadores del campo y de la ciudad de la República Mexicana. (Aplausos) El nombre de esas centrales es, desde este momento en adelante el de Confederación de Trabajadores de México. Todos los Trabajadores organizados del campo y de la ciudad habremos de desarrollar a partir de este momento nuestras luchas y de realizar nuestros mejores triunfos. Salud Camaradas. (Aplausos).». Juan Gutiérrez.
Al paso de los años, en 1947, Fidel Velázquez y Vicente Lombardo Toledano disputaron al respecto de si la CTM debería anexarse  a la Federación de Sindicatos Mundiales de la que Toledano formaba parte. No obstante, el plan de Lombardo Toledano no se concretó.

## Estructura
La Confederación de Trabajadores de México cuenta con una federación estatal en cada entidad del país, al estar conformada por múltiples sindicatos nacionales de industria y gremiales. 
A su vez, cada federación agrupa a los sindicatos locales de cada entidad de la República. 
Existen también Federaciones municipales que por la cantidad de trabajadores que agrupan tienen ese rango.

## Líderes
Los secretarios generales de la CTM han sido:
- Vicente Lombardo Toledano (1936 - 1941)
- Fidel Velázquez (1941 - 1947)
- Fernando Amilpa (1947 - 1950)
- Fidel Velázquez (1950 - 1997)
- Leonardo Rodríguez Alcaine (1997 - 2005)
- Joaquín Gamboa Pascoe (2005 - 2016).[2]
- Carlos Aceves del Olmo (2016 - actualidad)